# Bartolomé de Medina

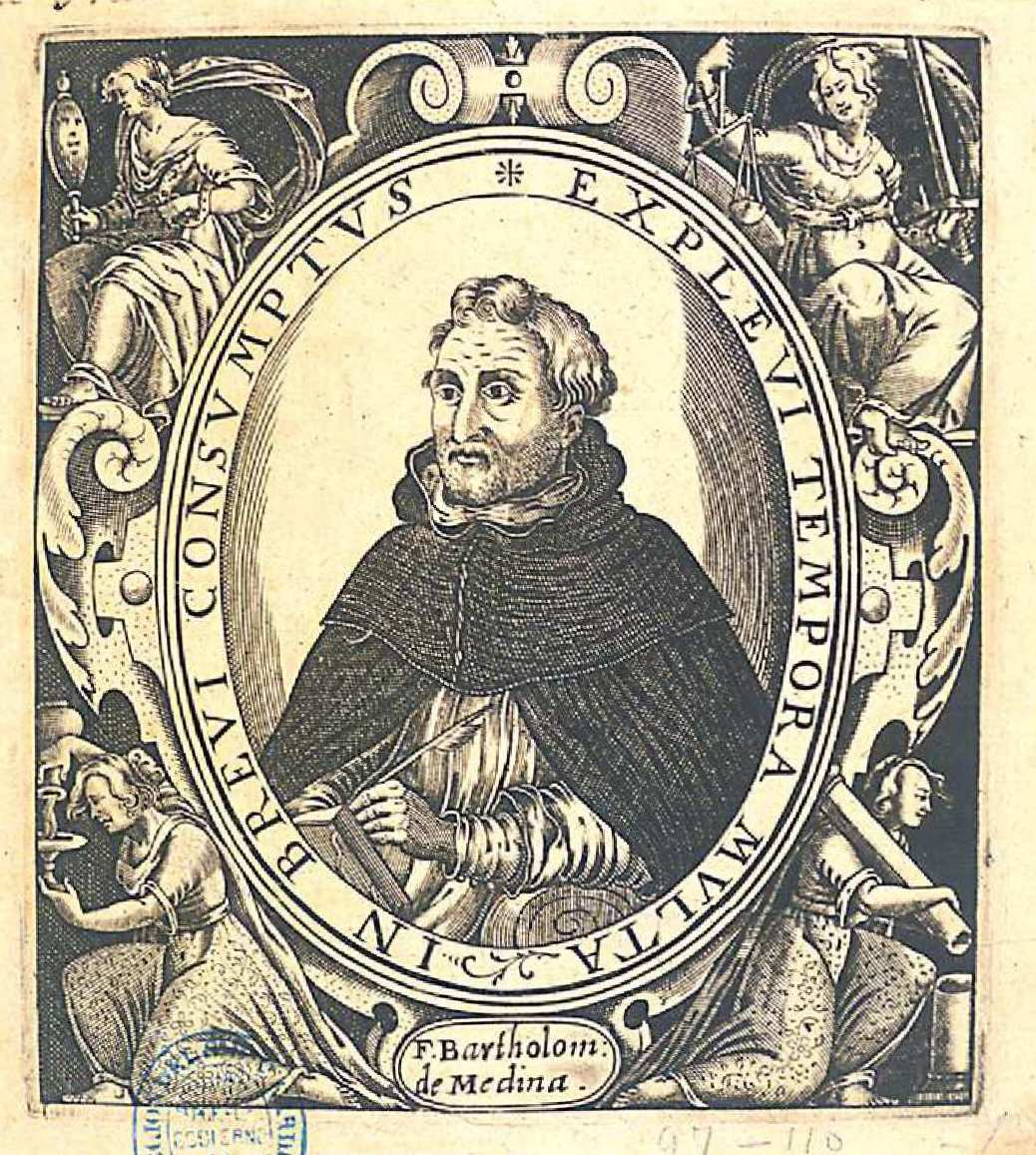
Bartolomé de Medina (1618)

Bartolomé de Medina (* 1527 oder 1528 in Medina de Rioseco, Spanien; † 29. Dezember 1580 in Salamanca) war ein spanischer Dominikaner. Er lehrte ab 1546 Theologie in Salamanca. Als Schüler des Francisco de Vitoria wurde er Mitglied der sogenannten Schule von Salamanca und galt lange als Vater der Lehre vom Probabilismus, einem moraltheologischen Konzept, wonach grundsätzlich erlaubt sei, wofür gute Gründe sprächen, selbst wenn es für ein anderes Verhalten womöglich noch bessere Argumente gebe. Diese Auffassung, die dem „guten Willen“ und der zugrunde liegenden Absicht eine maßgebliche Rolle zuspricht, wurde vor allem von den Jesuiten aufgenommen.
De Medinas sonstiges Werk befasst sich vor allem mit der Summa theologiae seines Mitbruders, des hl. Thomas von Aquin.

## Werke
- Commentarium in II-II, q. 32: De eleemosyna. 1572.
- Expositio sive scholastica commentaria in D. Thomae Aquinatis I-II, qq.1-114. Salamanca 1577.
- Expositio sive scolastica commentaria in D. Thomae Aquinatis in III partis 59 priores qq., III. Sentt. complectentes. Salamanca 1578.
- Breve instrucción de como se ha de administrar el sacramento de la penitenza sive Summa de casos de conciencie. Salamanca 1580.